# Vadász Károly
Vadász Károly (1928–2001) magyar labdarúgó, fedezet, edző.

## Pályafutása
1949–1954 között a Bp. Vasas labdarúgója volt. Az élvonalban 1949. szeptember 29-én mutatkozott be a Soroksár ellen, ahol 1–1-es döntetlen született. Tagja volt az 1953-as bajnoki bronzérmes csapatnak. Az élvonalban 91 mérkőzésen szerepelt és hét gólt szerzett.
1964–1967 között a Ganz-MÁVAG trénere volt. 1968-tól a Vasas utánpótlásában dolgozott. 1972-ben nyolc bajnoki mérkőzésen a Vasas vezetőedzője volt. Ezt követően a labdarúgócsapat szakosztály vezetője, 1974-től technikai vezetője lett. 1975–1979 között ismét a Ganz-MÁVAG edzéseit irányította.

## Sikerei, díjai
- Magyar bajnokság
  - 3.: 1953